# ご近所の博物誌
『ご近所の博物誌』（ごきんじょのはくぶつし）は、わかつきめぐみによる日本の漫画作品。『LaLa』(白泉社)で、1992年9月から1993年6月まで連載。JETS COMICS(全1巻)が刊行された。

## あらすじ
ある田舎の村に、都(みやこ)から調査で訪れた女性博物学者の二羽(にう)が滞在することになった。両親と死別し、村長宅で暮らすいたずら者の少年三稜(みくり)は、二羽に対抗していたずらを仕掛けるが、好奇心盛んな二羽のペースに次第に引き込まれ、研究助手として、二羽とともにユーモラスな動植物の世界に触れていく。

## 主な登場人物
三稜(みくり)
両親と死別し、村長夫妻に育てられている少年。村の動植物に精通した知識をもとに、村人や二羽にさまざまないたずらを仕掛けていたが、二羽とともに調査に同行するうちに、自然への思いや将来について考えを深めていく。
二羽(にう)
都の女性博物学者。調査で村に滞在し、三稜とともに村内のさまざまな動植物の調査・記録に没頭する。調査のためなら、植物に家を明け渡すこともいとわないほどの好奇心おう盛な行動で、村人に親しまれる。
キキ(きき)
「木ネズミ」の子ども。三稜がいたずらで持ち込んだ「貧乏蔓」の実を食べに入り込み、そのまま居着く。三稜顔負けのいたずらとおう盛な食欲で2人を振り回す。

## 各話一覧
（かっこ内はLaLa掲載号）
- 第1話 貧乏蔓＝びんぼうづる＝(1992年9月)
- 第2話 夏怪談＝なつかいだん＝(1992年10月)
- 第3話 キキ (1992年11月)
- 第4話 月光茸＝つきのひかりだけ＝(1993年12月)
- 第5話 秋雁鳥＝あきかりどり＝(1993年1月)
- 第6話 大晦日＝おおみそか＝(1993年2月)
- 第7話 葉喰蛾＝はくいが＝(1993年3月)
- 第8話 一客一亭＝いっきゃくいってい＝(1993年4月)
- 第9話 夜咲花＝よるさくはな＝(1993年5月)
- 第10話 春分＝しゅんぶん＝(1993年6月)